# كارينا ليبلانك
كارينا ليبلانك (30 مارس 1980 بأتلانتا في الولايات المتحدة - ) هي لاعبة كرة قدم كندية في مركز حراسة المرمى، شاركت في الألعاب الأولمبية الصيفية 2012 والألعاب الأولمبية الصيفية 2008. وشاركت مع منتخب كندا لكرة القدم للسيدات. أما مع النوادي، فقد لعبت مع بورتلاند ثورنز وبوسطن بريكرز وسكاي بلو وشيكاغو رد ستارز وشيكاغو رد ستارز وPhiladelphia Independence ‏ وMagicJack (WPS) ‏ وNew Jersey Wildcats ‏ وBoston Breakers (WUSA) ‏ وMontreal Xtreme ‏ وLos Angeles Sol ‏.

## وصلات خارجية
كارينا ليبلانك على موقع الاتحاد الدولي (مؤرشف)  (الإنجليزية)
- كارينا ليبلانك على موقع الاتحاد الأوربي (الإنجليزية)
- كارينا ليبلانك على موقع قاعدة بيانات كرة القدم.إي يو (الإنجليزية)
- كارينا ليبلانك على موقع Soccerway.com (الإنجليزية)
- كارينا ليبلانك على موقع عالم كرة القدم.نت (الإنجليزية)
- كارينا ليبلانك على موقع أوليمبيديا (الإنجليزية)
- كارينا ليبلانك على موقع اللجنة الأولمبية الكندية (الإنجليزية)